# Armand Filion
Armand Filion, né le 10 mars 1906 à Montréal et mort le 7 décembre 1983 dans la même ville, est un sculpteur québécois.

## Biographie
Né à Montréal le 10 mars 1906, Armand Filion étudie à l’École des beaux-arts de Montréal de 1927 à 1931. Diplômé à 21 ans, il devient professeur de dessin à la Commission des écoles catholiques de Montréal. Il rencontre ensuite l’architecte français Dom Bellot qui l’incite à s'orienter vers la sculpture. De 1942 à 1968, il réalise plusieurs projets de sculptures religieuses et d’intégration à l’architecture. Parallèlement, il enseigne à l’École des beaux-arts de Montréal, où il met sur pied une section sculpture. Ethel Rosenfield et Claude Roussel figurent parmi ses élèves.
Il reçoit en 1953 le Premier Prix d’excellence de l’Institut royal d'architecture du Canada, le Deuxième Prix de sculpture au Concours artistique de la province de Québec la même année et le Premier Prix en 1959. Il devient Membre associé de l’Académie royale des arts du Canada, de la Société des Sculpteurs du Canada et de celle du Québec. 
Fidèle à la figure, il représente le corps humain en variant les styles et les matériaux. Il privilégie d'abord des formes pures et stylisées avant de pencher vers des formes plus géométriques et abstraites. On lui doit également de nombreuses sculptures et murales pour des édifices réalisées dans le cadre de projets d'art public.
Il meurt le 7 décembre 1983 à l'hôpital général Fleury de Montréal.

## Musées et collections publiques
- Art Gallery of Hamilton (en)
- Musée d'art contemporain de Montréal
- Musée d'art de Joliette
- Musée national des beaux-arts du Québec[3]